# Borknagar
Borknagar — вікінг/блек-метал гурт з Норвегії. Єдиним сталим учасником Borknagar є гітарист і автор текстів Ейстейн Брюн. У різний час у гурті грали відомі музиканти з таких колективів, як Ulver, Gorgoroth, Solefald, Enslaved і Dimmu Borgir. Станом на 2018 рік Borknagar випустили десять студійних альбомів.

## Біографія

### Створення гурту і альбомBorknagar(1995—1996)
Ейстейн Брюн на початку 1990-х був вокалістом і гітаристом в дез-метал гурті Molested. Втративши інтерес до дез-металу, він розпустив Molested і створив Borknagar. Брюн цікавився блек-металом, ще коли грав у Molested, і з Borknagar він став писати музику, близьку до блек-металу. Слово Borknagar придумав Брюн: одного разу він почув казку про людину, яка лізла на гору Лохнагар (реально існуюча гора в Шотландії), і переробив назву гори в Borknagar. Існує легенда, що назва гурту була утворена шляхом додавання літери B до анаграми слова Ragnarök, але сам Брюн спростував її.
Першим записом колективу став альбом Borknagar, виданий 3 серпня 1996 року, повністю виконаний норвезькою. У перший склад окрім Брюна входили вокаліст Крістофер «Гарм» Рюгг (Ulver, Arcturus), бас-гітарист Інфернус (Gorgoroth), ударник Ерік «Грім» Брьодрешифт (Immortal) і клавішник Івар Бйорнсон (Enslaved). На альбомі поєднувались мелодичне звучання, проте у руслі блек-металу, елементи фолку, «епічна» атмосфера та чистий, «оперний» вокал  Рюгга. Після цього Borknagar підписали контракт з великим лейблом Century Media Records. Інфернуса замінив басист Кай Ліє.

### Вікінг-метал період (1997—2000)
На другому альбомі The Olden Domain музика Borknagar помітно віддалялась від блек-металу: колектив відмовився від «сирого» блекового звучання, який був присутнім на першому альбомі, більшу роль віддавав клавішам і чистому вокалу. Критики відзначали, що Borknagar створили свій особистий стиль. Продюсером The Olden Domain був Вольдемар Сорихта, що зарекомендував себе роботою з Tiamat, Samael і Moonspell, котрі теж мали контракти з Century Media.
Після виходу альбому відбувся європейський тур з Hecate Enthroned, Rotting Christ і Old Man's Child. Напередодні туру Borknagar залишилися без вокаліста: пішов Рюгг. Але він же порекомендував у якості заміни Симена «ICS Vortex» Хестнеса, на той момент лідера дум-метал гурту Lamented Souls, котрий уже був вокалістом на альбомі Arcturus La Masquarade Infernale, де працював разом з Рюггом. Одночасно до гурту приєднався другий гітарист Йєнс Рюланд. Весною 1998 року Borknagar виступили на розігріві у турі з In Flames і Morbid Angel.

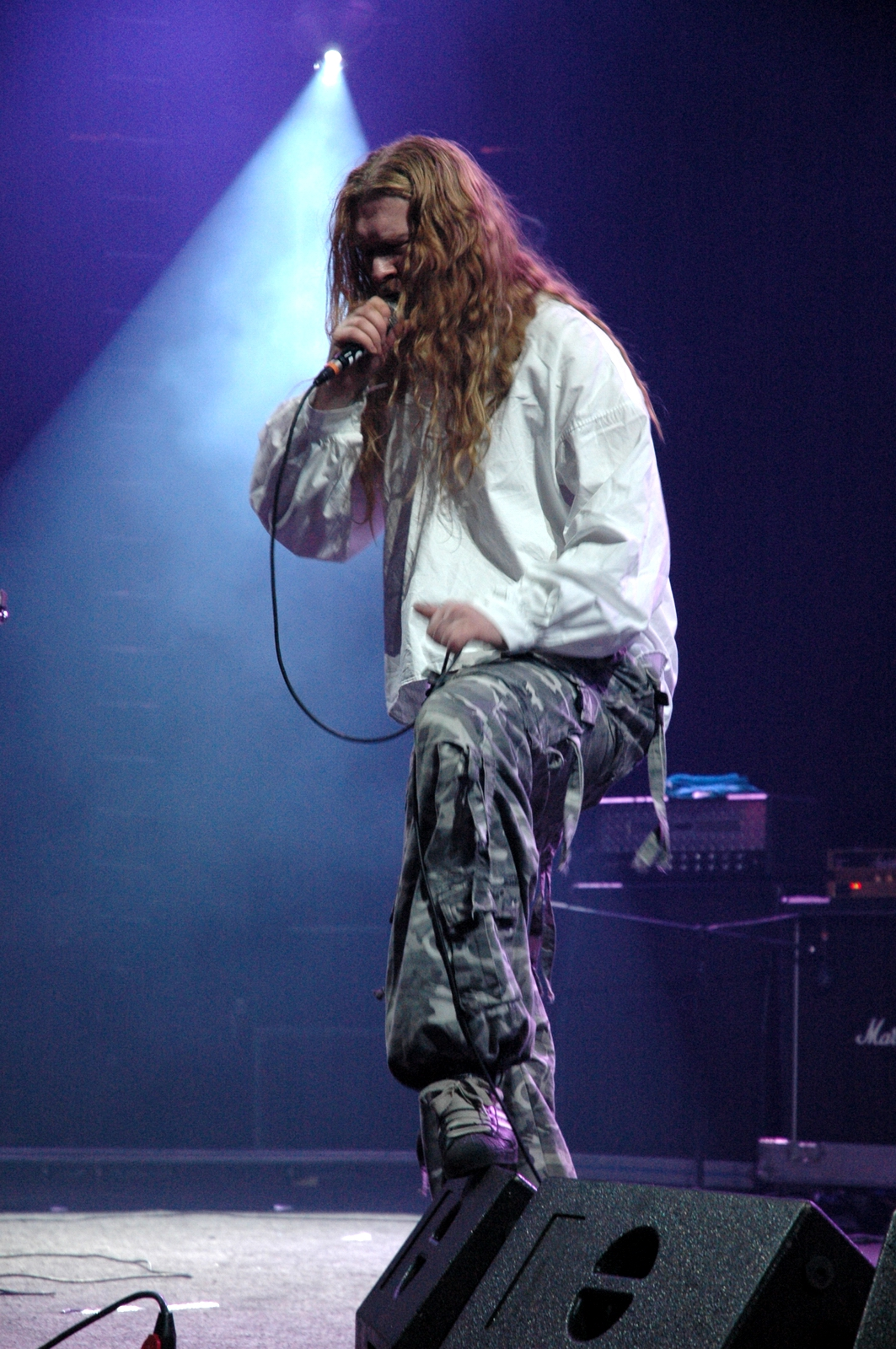
Сімен «ICS Vortex» Хестнес

ICS Vortex співав на наступних двох альбомах, The Archaic Course (1998 рік) і Quintessence (2000 рік). The Archaic Course продовжував напрямок, взятий на The Olden Domain — вікінг-метал з широким використанням клавішних інструментів і чистого вокалу. Після запису альбому і виступу на Wacken Open Air у травні 1998 року гурт покинули Ліє і Грім (останній вчинив самогубство 4 жовтня 1999 року). Потім пройшов тур з Cradle of Filth, Napalm Death і Krisiun, під час якого бас-гітаристом став ICS Vortex, а ударником — Джастін Грівз з британського сладжевого гурту Iron Monkey. У 1999 році Borknagar разом з Emperor, Peccatum, Witchery і Divine Empire провели успішне турне Північною Америкою. Разом з Брюном, Хестнесом і Рюландом членом гурту став клавішник Ларс Недланд (Solefald), на ударних грав Ніколас Баркер з Cradle of Filth.
Альбом Quintessence (2000 рік), записаний у студії Петера Тегтгрена Abyss, ознаменував, з однієї сторони, рух у напрямку прогресивного металу, а з іншої, повернення до блек-металу часів першого альбому, цим пояснюється майже повна відсутність чистого вокалу і спрощення рифів. Важливий внесок у написанні музики зробив клавішник Недланд. Ударником став Асгейр Мікельсон. Брюн у інтерв'ю говорив, що  хотів записати більш сирий і різкий альбом з переважанням скримінгу. Був запланований тур з Mayhem, але він не відбувся: ICS Vortex вирішив зосередитися на роботі з Dimmu Borgir і пішов з Borknagar.

### Період з Вінтерсоргом (2000—)
У листопаді 2000 року знайдений новий співак — Андреас «Вінтерсорг» Хедлунд, відомий за сольним проєктом Vintersorg і роботі в Otyg. Як і попередні вокалісти, він поєднує чистий вокал і скримінг. Басистом став Ян Ерік Торгерсен. З ними Borknagar виступили на фестивалі Inferno у Осло, а відтак записали черговий альбом Empiricism, на якому Borknagar знову продемонстрували образ мелодичного блек-металевого звучання з елементами прогресиву. Характерне атмосферне звучання додав орган Хаммонда, котрий використав Недланд. Після виходу альбому повинен був відбутися тур з Finntroll, але його було скасовано.
Після виходу Empiricism  Borknagar взяли паузу у творчості. Брюн і Хедлунд оголосили про створення сайд-проекту Ion, Рюланд, Мікельсен і Торгерсен зосередилися на роботі в інших гуртах. Правда у серпні 2002 року музиканти зібралися для виступу на Wacken Open Air. У 2003 році Borknagar знову зібралися, щоб записати альбом Epic. Альбом був записаний чотирма учасниками, тому що Йенс Рюланд і Ерік Торгерсен покинули гурт. Тому Брюн записав всі гітарні партії, а Мікельсон додатково  до основних обов'язків ударника взяв на себе бас-гітару. У червні 2004 року Epic був виданий. Тоді ж в інтерв'ю Брюн говорив про плани випуску DVD, котрий поєднував би як записи концертів, так і інші документальні кадри з гуртом, і акустичного альбому. зокрема, з ремейками старий пісень.
Виданий у 2006 році альбом Origin помітно відзначався від попередніх робіт переважанням акустичних інструментів. Віолончель, скрипка і флейта, на яких грали запрошені музиканти, привнесли в альбом фолкове і класичне звучання. За словами Брюна, Origin — це «не кінцева зміна музичного стилю гурту, а швидше музичний пошук і виклик як для нас [Borknagar], так і для слухачів» (англ. not a permanent change of the band's musical style, but rather a musical quest and a challenge for us as well as for our audience). Ще одної особливістю альбому стало те, що кожний з чотирьох учасників написав текст хоча б одної пісні.
У тому ж році, але у березні, проєкт Ion, уже перейменований й у Cronian, випустив свій перший альбом Terra. Стиль Cronian можна охарактеризувати як авангардний метал.
У грудні 2007 року Borknagar підписали контракт на 3 альбоми з норвезьким лейблом Indie Recordings. Весною 2008 року у колектив повернулись Рюланд і Торгерсен, але пішов ударник Мікельсон, пізніше його змінив американський музикант Девід Кінклейд. У липні на Cenrury Media видано збірник For the Elements (1996—2006). На листопад 2008 запланований виступ Borknagar на фестивалі Screamfest у Осло, на якому також відбудеться перша церемонія вручення Norwegian Metal Awards.
Перший альбом на Indie Recordings, Universal, був виданий у лютому 2010 року. Реліз планувався на 2009 рік, але був відкладений за рішенням лейбла. У червні колектив покинув басист Ерік Тіваз, на місце котрого повернувся ICS Vortex. У відсутність Вінтерсорга, зайнятого іншими проєктами, ICS Vortex буде також концертним вокалістом. У січні 2011 року гурт і Indie Recordings розірвали контракт, і у березні музиканти підписали контракт на три альбоми з Century Media. У квітні 2011 року ICS Vortex офіційно повернувся у Borknagar.
У січні 2016-го року гурт випустив десятий студійний альбом, Winter Thrice, через лейбл Century Media. Запис було зроблено в студії Fascination Street Studio. Сам же Брюн інтерв'ю сказав: «Ми дуже задоволені альбомом за всіма аспектам: піснями, продакшеном і загальним відчуттям. Ми реально піднялися ще на одну музичну вершину!».

## Стиль
Borknagar виникли як блек-метал проєкт, але з самого початку в музиці був присутній вплив фолку. З кінця 1990-х гурт еволюціонував у сторону прогресивного металу. Використання мотивів зі скандинавської міфології і поєднання «хаотичного звучання… і… клавішних мелодій», характерні для Borknagar, виокремлюють як характерну рису жанру вікінг-метал. У музичній пресі стиль Borknagar часто характеризують як «епічний метал».
За словами Ейстейна Брюна, Borknagar безумовно не є блек-метал гуртом, оскільки не має стосунку до сатанізму, хоча визначений вплив блеку в музиці гурту присутній. Сам він визначив звучання гурту як поєднання епічності, атмосферності і прогресивності. Серед виконавців, які вплинули на нього і музику Borknagar, Брюн називає Bathory, особливо альбом Hammerheart, і Pink Floyd.

## Учасники

### Склад гурту
- Ейстейн Брюн — гітара (1995—)
- Андреас Хедлунд (Винтерсорг) — вокал (2000—)
- Йенс Рюланд — гітара (1997—2003, 2007—)
- Ларс Недланд — клавішні, синтезатор, орган Хаммонда, фортепіано, бек-вокал (1999—)
- Симен Хестнес (ICS Vortex) — вокал, бас-гітара (1997—2000, 2010-)
- Девід Кінклейд — ударні (2008—)

### Колишні учасники
- Крістофер Рюгг (Гарм) — вокал (1995—1997)
- Роджер Тієгс (Инфернус) — бас-гітара (1995—1996)
- Ерік Брьодрешифт (Грим) — ударні(1995—1998)
- Івар Бьорнсон — клавішні (1995—1998)
- Кай Ліє — бас-гітара (1996—1998)
- Асгейр Мікельсон — ударні, бас-гітара на Epic, оформлення альбомів (1999—2008)
- Ян Ерік Торгерсен (Тюр) — бас-гітара (2000—2003, 2006—2010)

## Дискографія

### Студійні альбоми
| Рік  | Дата виходу | Назва              | Лейбл             |
| ---- | ----------- | ------------------ | ----------------- |
| 1996 | 3 серпня    | Borknagar          | Malicious Records |
| 1997 | 18 серпня   | The Olden Domain   | Century Media     |
| 1998 | 20 жовтня   | The Archaic Course | Century Media     |
| 2000 | 17 квітня   | Quintessence       | Century Media     |
| 2001 | 22 жовтня   | Empiricism         | Century Media     |
| 2004 | 29 червня   | Epic               | Century Media     |
| 2006 | 30 жовтня   | Origin             | Century Media     |
| 2010 | 22 лютого   | Universal          | Indie Recording   |
| 2012 | 26 березня  | Urd                | Century Media     |
| 2016 | 22 січня    | Winter Thrice      | Century Media     |
| 2019 | 27 вересня  | True North         | Century Media     |

### Збірники
| Рік  | Дата виходу | Назва                        | Лейбл         |
| ---- | ----------- | ---------------------------- | ------------- |
| 2008 | 22 липня    | For The Elements (1996—2006) | Century Media |